# Tijeras (Chiriquí)
Tijeras es un corregimiento del distrito de Boquerón en la provincia de Chiriquí, República de Panamá. La localidad tenía 2670 habitantes en el año 2010.